# ISS-Expedition 35
ISS-Expedition 35 ist die Missionsbezeichnung für die 35. Langzeitbesatzung der Internationalen Raumstation (ISS). Die Mission begann mit dem Abkoppeln des Raumschiffs Sojus TMA-06M von der ISS am 15. März 2013. Das Ende wurde durch das Abkoppeln von Sojus TMA-07M am 13. Mai 2013 markiert.

## Mannschaft
- Chris Austin Hadfield (3. Raumflug), Kommandant, (Kanada/CSA) (Sojus TMA-07M)
- Thomas Henry Marshburn (2. Raumflug), Bordingenieur, (USA/NASA) (Sojus TMA-07M)
- Roman Jurjewitsch Romanenko (2. Raumflug), Bordingenieur, (Russland/Roskosmos) (Sojus TMA-07M)

zusätzlich ab dem 29. März 2013:
- Christopher John Cassidy (2. Raumflug), Bordingenieur, (USA/NASA) (Sojus TMA-08M)
- Pawel Wladimirowitsch Winogradow (3. Raumflug), Bordingenieur, (Russland/Roskosmos) (Sojus TMA-08M)
- Alexander Alexandrowitsch Missurkin (1. Raumflug), Bordingenieur, (Russland/Roskosmos) (Sojus TMA-08M)

### Ersatzmannschaft
Seit Expedition 20 wird wegen des permanenten Trainings für die Besatzungen keine offizielle Ersatzmannschaft mehr bekanntgegeben. Inoffiziell gelten die Backup-Crews der beiden Sojus-Zubringerraumschiffe TMA-07M und TMA-08M (siehe dort) als Ersatzmannschaft der Expedition 35. In der Regel kommen diese Crews dann jeweils zwei Missionen später selbst zum Einsatz.

## Missionsbeschreibung
Die Expedition begann mit dem Abkoppeln des Raumschiffes Sojus TMA-06M am 15. März 2013 in der Besetzung Oleg Nowizki, Kevin Ford und Jewgeni Tarelkin. Am Tag zuvor hatte Ford das Kommando über die Station erstmals an einen Kanadier, nämlich Chris Hadfield, übergeben. Bis Ende März bestand die Besatzung der ISS aus Chris Hadfield, Roman Romanjenko und Thomas Marshburn.
Erneut stand die wissenschaftliche Forschung im Vordergrund. Neben Studien, die sich mit verschiedenen Aspekten der menschlichen Gesundheit sowie mit Anpassungsvorgängen an einen längeren Aufenthalt in der Schwerelosigkeit befassen, wurden auch astronomische, biologische, physikalische und technische Untersuchungen angestellt. Ein wichtiges Aufgabenfeld war auch die Erderkundung. Insgesamt standen 181 Forschungsvorhaben auf dem Programm.
Experimente, mit denen sich die sechs Raumfahrer an Bord der ISS befassten, waren unter anderem Energy, bei dem eine langfristige Umstellung des Energiehaushalts im menschlichen Organismus während des Aufenthalts in der Schwerelosigkeit untersucht wird, Kaskade, bei dem Mikroorganismen sowie tierische und menschliche Zellen kultiviert werden, und Albedo, bei dem die von der Erde reflektierte Strahlung in verschiedenen Spektralbereichen gemessen wird. Außerdem wurden Erdbeobachtungen und -fotografie ausgeführt.

### Express-Anflug
Am 28. März startete Sojus TMA-08M erstmals im "Expressmodus". Die Raumfahrer Pawel Winogradow, Christopher Cassidy und Alexander Misurkin koppelten bereits nach knapp 6 Stunden Flugzeit an die ISS an und verstärkten die Besatzung der Station erneut auf 6 Personen.
Beim Annäherungsverfahren innerhalb von 50 Stunden, wie es in den letzten Jahren immer zum Einsatz kam, kann die ISS bis zu 270 Grad dem Raumschiff vorausfliegen. Dafür benötigt die ISS 67 bis 68 Minuten. Dieser Umstand, dass die Bahnebene den Startort kreuzt und die ISS maximal 68 Minuten voraus ist, tritt täglich ein.
Beim neuen Verfahren müssen die Anpassungsmanöver in kürzerer Zeit aufeinander erfolgen. In dieser Zeit kann das Raumschiff aber einen so hohen Phasenwinkel von 270 Grad nicht aufholen und gleichzeitig die Bahn des Ziels angleichen. Der Winkel muss auf etwa 30 Grad begrenzt sein. Das bedeutet, dass die ISS keine 8 Minuten zuvor den Startplatz überflogen haben darf. Dieser Fall tritt nur im Abstand von etwa 3 Tagen ein.
Das neue, schnellere Rendezvousverfahren wurde zuvor mit drei unbemannten Progress-Transportern erfolgreich getestet. Wichtig ist es aber vor allem für bemannte Missionen. Dabei wird die Zeit, welche die Raumfahrer in den recht beengten Verhältnissen innerhalb der Sojus-Kapsel zubringen, deutlich verkürzt, der Komfort der Gesamtmission verbessert.

### Weltraumausstiege
Am 20. April absolvierten Pawel Winogradow und Roman Romanjenko den ersten Außenbordeinsatz des Jahres 2013. Dabei installierten sie zwei Messsonden, die der Plasmaforschung dienen. Außerdem wurden Experimentalproben geborgen und ein Laserreflektor gewechselt. Die Probe des Experiments Wuinosliwost (Выносливость, zu deutsch: Ausdauer) entglitt allerdings den Händen von Pawel Winogradow und ging verloren.
Kurz vor Missionsende wurde am 9. Mai ein Ammoniak-Leck am Kühlsystem des Solarmoduls P6 entdeckt. Dieses Modul wurde bereits im Dezember 2000 mit der Space-Shuttle-Mission STS-97 zur ISS gebracht. Daraufhin wurde kurzfristig eine ungeplante EVA von Thomas Marshburn und Christopher Cassidy anberaumt. Die beiden hatten schon während der Mission STS-127 bei zwei Weltraumausstiegen erfolgreich zusammengearbeitet. Zur Behebung des Problems tauschten sie am 11. Mai eine Pumpensteuerungsbox am betroffenen Solarmodul aus.

### Kommunikations- und Computertechnik
Am 2. April wurde ein Teil des Kommunikationssystems des US-basierten Teils der Raumstation erneuert. Die Arbeiten wurden von Thomas Marshburn und Chris Hadfield am Avionik-Schrank 3 im Labormodul Destiny ausgeführt und nahmen an mehreren Tagen jeweils mehrere Stunden in Anspruch. Zunächst wurde die Video-Breitband-Einheit (VBSP) ausgebaut. Anschließend wurde die neue Ku-Band-Kommunikationseinheit 2 (ICU-2) installiert und angeschlossen.
Nach der Aktivierung der Einheit wurden erste Tests ausgeführt. Derweil lief die Kommunikation über weitere Systeme. Am 11. April wurde eine identische Einheit ICU-1 installiert, womit anschließend eine vollständige Redundanz zur Verfügung stand.
Mit dem neuen Kommunikationssystem steigt die Datenrate zur Erde von 150 auf 300 MBit/s und von der Erde zur Station von 3 auf 25 MBit/s. Dabei erhöht sich die Anzahl der zur Verfügung stehenden Videokanäle aus der Station von 4 auf 6 und die der Audiokanäle von 2 auf 4. Zudem soll das neue Ku-Band-System auch die Möglichkeit bieten, wichtige Funktionen der Station von der Erde aus fernzubedienen, wenn die Kommunikation über S-Band ausfällt.
Anfang Mai wurden mehrere Notebooks auf der Internationalen Raumstation von Microsoft Windows auf eine Linux-Distribution umgestellt. Genauer gesagt, wurden die Rechner des sogenannten Operations-LAN mit einer Installation von Debian 6 versehen. In das Image integriert waren zudem alle benötigten Applikationen. Die Rechner des OpsLAN werden für Verwaltungsoperationen sowie den persönlichen Kontakt zur Erde z. B. über das Internet und als Assistenten für die Besatzungsmitglieder verwendet. Außerdem können über diese Rechner die Bordkameras gesteuert werden. Missionskritische Anwendungen laufen nicht auf diesen Laptops.
An Bord der Internationalen Raumstation befinden sich Hunderte Rechner, darunter mehr als 140 Laptops. Von diesen sind aber nur etwa 20 im OpsLAN vernetzt. Eine Vielzahl von Notebooks dient der Betreuung von Experimenten. Hier können verschiedene Programme ausgewählt, spezielle Parameter eingestellt und Messungen aufgezeichnet werden. Diese werden anschließend oft auf mobile Datenträger kopiert oder per Funk zur Erde übermittelt.
Bereits seit einiger Zeit werden Rechner mit Red Hat Linux und Scientific Linux an Bord der ISS verwendet, die nun nach und nach durch das modernere Debian 6 ersetzt werden können. Ebenso werden noch einige Rechner mit Windows-Betriebssystem genutzt.

### Frachterverkehr

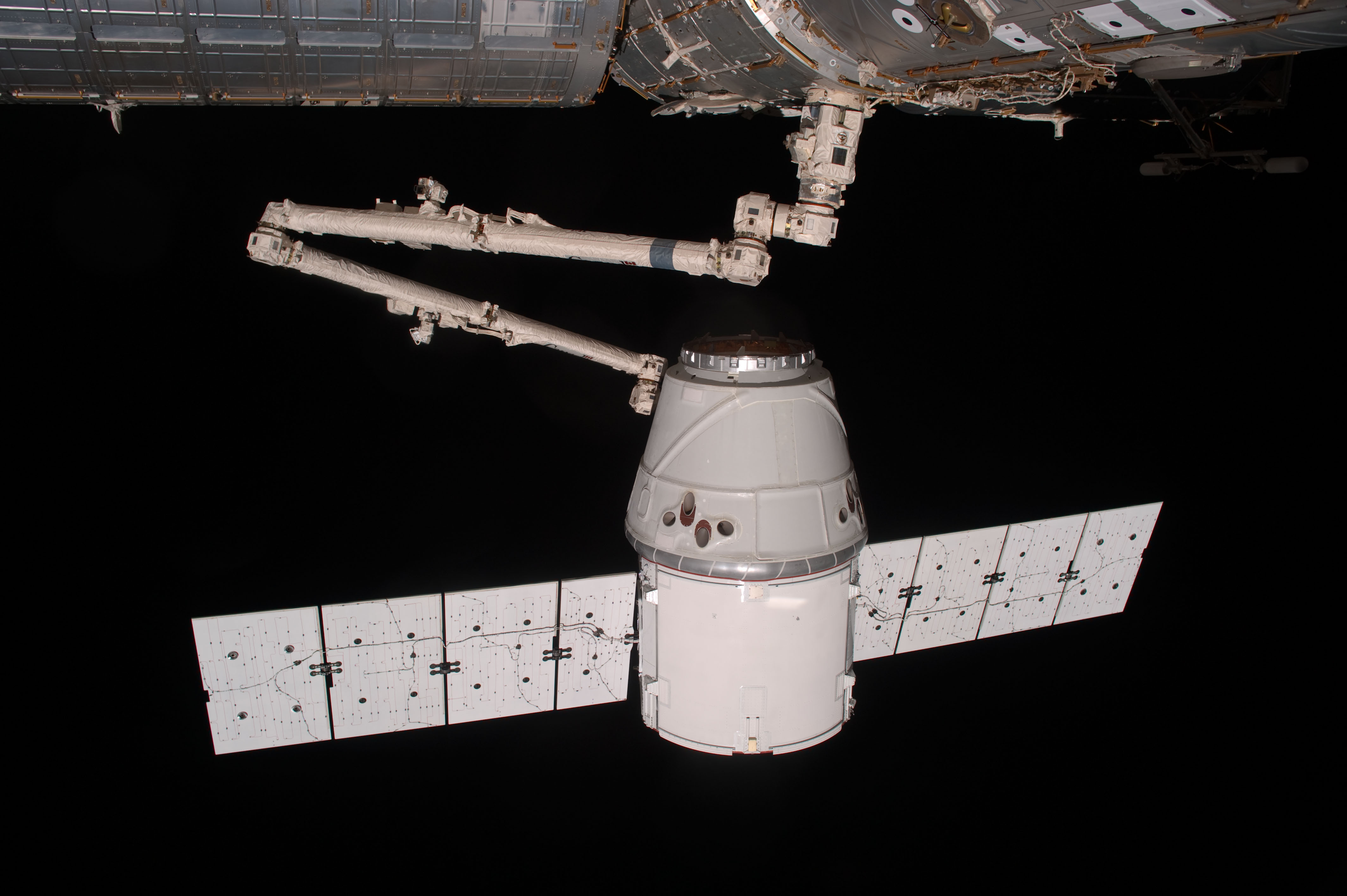
Ein Dragon-Raumschiff wird mittels Manipulatorarm bewegt.

Am 26. März kehrte die Dragon-CRS-2-Kapsel zur Erde zurück. Sie war gegen 11:56 Uhr MEZ vom Manipulatorarm der ISS entlassen worden und hatte nach mehreren Abstandsmanövern gegen 16:42 Uhr MEZ mit dem etwa zehnminütigen finalen Bremsmanöver begonnen. Kurz darauf trat die Kommandokapsel in dichtere Schichten der Erdatmosphäre ein und wurde dadurch stark abgebremst. Anschließend öffneten sich zunächst Pilot- und später die drei Hauptfallschirme, die den Flug weiter bremsten. Gegen 17:34 Uhr wasserte die Kapsel im Pazifik bei den Koordinaten 30,5° Nord, 120° West. Für die kanadische CSA waren Proben und Hardware-Teile von Microflow und Vascular an Bord, für die ESA Ergebnisse bzw. Teile von Energy und Biolabs und für die JAXA Materialien von Medaka, Hair, Stem Cells, Hikari, EPO und MIP2. Der größte Teil der Proben und zurückgeführten Utensilien stammen von Experimenten der NASA, darunter HRP, BCAT, BRIC, Cell Bio Tech, CGBA, PIG und SCK. Es wurde aber auch ein Teil der Stationseinrichtung für Untersuchungen zur Erde zurückgeführt. Dies waren insgesamt 401 kg eines medizinischen Systems (Crew Health Care System), eines Umweltkontrollsystems (Environmental Control and Life Support System), des Stromversorgungssystems EPS (Electric Power System) sowie von TCTT.
Am 21. April verglühte der bereits 6 Tage zuvor von der Station abgekoppelte Frachter Progress-M 17M. Dessen Nachfolger startete am 24. April, hatte jedoch ein Problem. Eine der Radarantennen, die bei der Annäherung an die Raumstation zur Ermittlung von Position und Geschwindigkeit verwendet werden, war nicht ausgeklappt. So übernahmen die Kosmonauten aus dem Inneren der Station den fernbedienten und besonders langsamen Anflug. Der Reflektor der Antenne weist im eingefalteten Zustand nur einen Abstand von wenigen Millimetern bis zum Kopplungsaggregat auf.

### Rückkehr
Am 12. Mai übergab Chris Hadfield das Kommando über die Station an seinen russischen Kollegen Pawel Winogradow. Tags darauf bestiegen Chris Hadfield, Tom Marshburn und Roman Romanenko ihr Raumschiff und koppelten in der Nacht zum 14. Mai vom Modul Rasswet ab. Mit der erfolgreichen Landung ging ihre Mission im All zu Ende. Allerdings stand noch eine Reihe von Tests an, mit denen vor allem die Wiederanpassung an die Schwerkraft begleitet wurden.

### Sonstiges
Am 4. April wurden auf der Erde die Ergebnisse der ersten Auswertung der bis dahin 18-monatigen Messungen des Alpha-Magnet-Spektrometers AMS vorgestellt. Mit diesem komplexen Forschungsapparat sucht man nach Anti- und Dunkler Materie im All, hatte aber bis dato keine Erfolgsmeldung vorzuweisen.

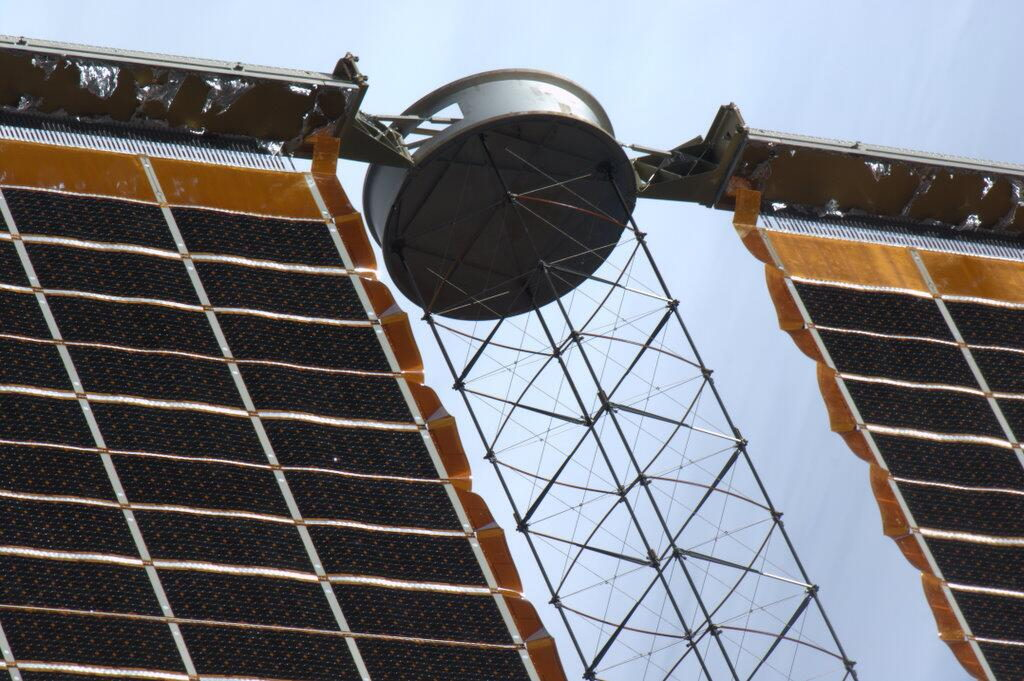
Ein Mikrometeorit hat ein Solarzellenpaneel durchschlagen und ein kleines Loch hinterlassen.

Am 29. April fotografierte Chris Hadfield ein kleines Loch in einem der Solarzellenpaneele. Dieses war offenbar unbemerkt beim Einschlag eines Mikrometeoriten oder eines Teils Weltraumschrott mit einem Durchmesser von 1 bis 2 Millimetern entstanden, beeinträchtigt die Energieversorgung der Station jedoch kaum.
Gegen Ende der Mission wurde ein Video veröffentlicht, in dem Chris Hadfield eine eigene Version des David-Bowie-Klassikers Space Oddity sang. Das Video wurde innerhalb des ersten Monats mehr als 15 Millionen Mal angesehen.
Roman Romanjenko hatte nach dem Flug noch ein paar außergewöhnliche Aktivitäten auf dem Plan. Am 15. Mai führte er in einer Zentrifuge eine Simulation einer handgesteuerten Marslandung aus. Einen Tag später folgte ein Ausstieg unter Marsbedingungen. Dabei hing er in einem Gestell, welches so eingestellt war, dass er scheinbar nur ein Drittel der Erdschwerkraft überwinden musste.